# تاريخ السويد (800 – 1521)

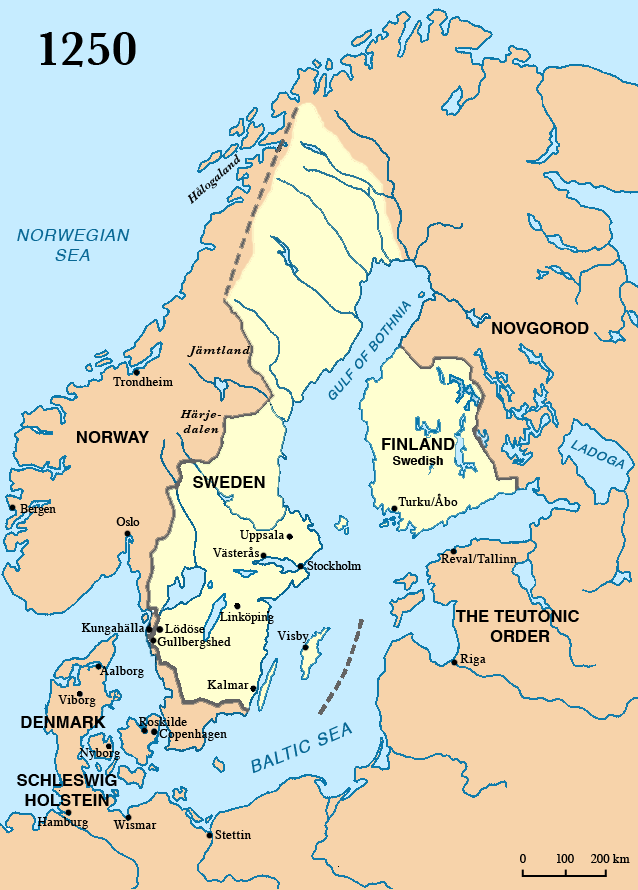

ينتهي ما قبل التاريخ السويدي نحو عام 800 قبل الميلاد، مع بداية عصر الفايكنغ وتوافر المصادر المكتوبة. دام عصر الفايكنج حتى أواسط القرن الحادي عشر مع إتمام تنصر اسكندنافيا إلى حد كبير حين باتت السويد آخر الدول الإسكندنافية التي تتبنى المسيحية. نُصِّرت اسكندنافيا رسميًا بحلول عام 1100 قبل الميلاد. تُعدّ الفترة منذ عام 1050 حتى عام 1350 -حين ضرب الموت الأسود أوروبا- العصور الوسطى الأقدم. قام اتحاد كالمار بين الدول الاسكندنافية في عام 1397 ودام حتى أنهاه الملك غوستاف فاسا عند وصوله إلى السلطة. تُعدّ الفترة بين عامي 1350 و1523 -مع تتويج الملك غوستاف فاسا الذي قاد توحيد السويد- العصور الوسطى الأحدث.
تُعَدّ السويد بأنها اندمجت تدريجيًا كأمة واحدة خلال هذه القرون.

## عصر الفايكنج
حتى القرن التاسع، عاش الشعب الإسكندنافي في ممالك وزعامات جرمانية صغيرة تُعرف بالممالك الصغيرة. تُعرف هذه الممالك الإسكندنافية وحكامها الملكيون بشكل رئيسي من الأساطير والمصادر القارية المتناثرة وكذلك أيضًا من الشاهد القائم الروني. ظهر الشعب الإسكندنافي كجماعة منفصلة عن الأمم الجرمانية الأخرى، وفي هذا الوقت كانت هناك زيادة ملحوظة في حملات الحرب (غزوات الفايكينغ) على بلدان أجنبية، والتي منحت هذه الفترة اسم عصر الفايكينغ. في هذه الفترة كان السفر في البحار أكثر سهولة من السفر في الغابات الداخلية لأوروبا، وكانت المناطق العازلة البرية التي تفصل بين ممالك العصر تُعرف بمارس.

### رحلات إلى بلدان أجبنية
شارك السويديون في العديد من الغزوات الغربية ضد إنجلترا إلى جانب الدنماركيين والنرويجيين ونجحت عدة غزوات في الحصول على ضريبة دانيغيلد مثلما يمكن ملاحظته من الشاهد القائم الروني الإنجليزي. كان السويديون أيضًا تجارًا شديدي النشاط وغزاةً في الأجزاء الشرقية والجنوب شرقية من أوروبا. وفّرت البراري الروسية الكبرى وأنهارها العديدة الصالحة للملاحة فرصًا جيدة للتجارة والنهب. جعلتهم هذه الطرق على اتصال مع الإمبراطوريتين البيزنطية والإسلامية الأمر الذي أفضى لاحقًا إلى تشكيل الحرس الفارانجي، قوة من مقاتلي النخبة تشكّلت من الشماليين.
خلال القرن التاسع، وقعت الاستيطانات الاسكندنافية الكثيفة على الجانب الشرقي من بحر البلطيق. يتحدث كتاب قصة سنين انقضت (يعود تاريخه إلى عام 1113) عن كيفية وصول الفارانجيون إلى القسطنطينية، وعن بعثات القراصنة إلى البحر الأسود وبحر قزوين.
راكم الفارانجيون ثرواتٍ ضخمة من تجارتهم الخارجية. تطور مركز تجارة في أوروبا الشمالية على جزيرة بيركا غير البعيدة عن المكان الذي بنيت عليه استوكهولم لاحقًا عند دوائر العرض المتوسطة السويدية. زالت بيركا بشكل جذري بحلول عام 960، إلا أن المكتشفات الأثرية تشير إلى أنها كانت غنية في القرنين التاسع والعاشر. عُثر على آلاف القبور والعملات المعدنية والمجوهرات ووجدت هناك مواد فاخرة أخرى.
ثمة أيضًا مواقع أخرى في السويد وجدت فيها كنوز ثمينة أخرى، مظهرةً تجارة واسعة بين السويد ودول أقصى شرق آسيا.

### الحكام الأوائل
تُشير مصادر العصور الوسطى الدانماركية والنرويجية والآيسلندية والانغلوساكسونية إلى ملوك سويديين في عصر الهجرة كانوا ينتمون إلى سلالة سكيلفنيغ، ويُعرفون أيضًا بالإنغلينغز. تقتفي بعض المصادر مثل آيسلندينغابوك وأسطورة إنغلينغا وتاريخ النروج أثر تأسيس المملكة السويدية إلى القرون الأخيرة قبل الميلاد.
ربما يعود بعض هذه المصادر، ويدسيث الأنغلوساكسوني وبيوولف، إلى القرن الثامن في صيغها الراهنة، غير أنها تحتفظ بتقاليد شفهية أقدم بكثير. تعود المصادر الاسكندنافية الرئيسية عمومًا إلى تاريخ ليس قبل القرن التاسع في صيغة شعر سكالدي، مثل إنغلينغاتال. لم تُكتب المصادر الإسكندنافية حتى القرن الحادي عشر وما بعد. كان بيورن إيرونسايد من بين أقدم ملوك السويد والذي يُقال إنه كان الحاكم الأول من سلالة مونسو، وكذلك أيضًا سيغورد هرينغ، والد رانيار لودبروك، الذي يُقال إنه حكم السويد. يُقال بمعنى أكثر دينية وميثولوجية أن ملك السويد الأول لم يكن أحد غير أودين مؤسس أسرة إنغلينغ. (انظر أيضًا قائمة الملوك الأسطوريين للسويد)
الملك الأول للسويد غير المتنازع عليه والذي تمكن من توحيد مختلف قبائل كل من الغيتس والسويديين كان إريك المنتصر، الذي عاش نحو عامي 970-995. خلفه ابنه الملك أولوف سكوتكونونغ (أواخر ستينيات القرن العاشر-حتى 1020 تقريبًا)، الملك المسيحي الأول للسويد.

## العصور الوسطى

### التنصير
خلال وقبل عصر الفايكنج الباكر، كان شعب ما يُسمّى الآن السويد بصورة رئيسية مؤمنًا بالميثولوجيا الإسكندنافية التي هيمنت على معظم إسكندنافيا الجنوبية. كان للسويديين منذ أسفارهم الأولى اتصالات بالمسيحية. يمكن اقتفاء أثر النفود المسيحي على المدافن إلى القرن الثامن في بعض أجزاء السويد. إضافة إلى ذلك، كان رهبان التبشير الآيرلنديون ناشطين على الأرجح في بعض أنحاء السويد، كما يتضح من القديسين الآيرلنديين الذين كُرموا في العصور الوسطى. تُعدّ السويد بصورة تقليدية آخر بلد من السويد والدانمارك والنروج اعتنق المسيحية وتمسك بمعتقداته الوثنية لأطول مدة، مع حكام مثل بلوت-سوين.
بدأ الراهب أنسغار (801-865) أقدم حملاته من الإمبراطورية الرومانية المقدسة لإدخال المسيحية إلى السويد. قام أنسغار بزيارته الأولى إلى بيركا في عام 829، ومُنح إذنًا ببناء كنيسة وبقي كمبشّر حتى عام 831. عاد بعدها إلى بلده وأصبح رئيس أساقفة هامبورغ-بريمن. نحو عام 850، عاد إلى بيركا، حيث وجد أن الرعيّة السابقة قد تلاشت. حاول أنسغار إعادة تأسيس الرعية، إلا أنها دامت لسنوات قليلة فقط. ومع ذلك، وجدت الحفريات الأثرية في فارنهيم موقع دفن مسيحي أقيم في القرن التاسع. في النقطة نفسها، بُنيت كنيسة حجرية في مطلع القرن الحادي عشر، وعلى مسافة قصيرة أقيم دير فارنهيم في القرن الثاني عشر.
اعتنق إيموند الأكبر المسيحية مع اعتلائه العرش نحو عام 1050. إلا أنه لم ينل الاستقلال عن كنيسة السويد إلا بعد قرن آخر بسبب خلافاته آدالهارد، رئيس أساقفة بريمن. بعد عقد، وفي عام 1060، اعتلى الملك ستينكل العرش. في ذلك الوقت، سادت المسيحية بقوة في معظم أنحاء السويد، وكانت قوتها الرئيسية في فاسترغوتلاند. ومع ذلك، تمسّك شعب أبلاند، وكان تجمّعهم في أبسالا، بإيمانهم الأصلي (الوثني). نجح أدالهارد في تحطيم الأصنام في فاسترغوتلاند، لكنه لم يتمكن من إقناع ستينكل بتحطيم معبد أبسالا القديم.
ثمة ثغرات كبيرة في معرفة أقرب الحكام السويديين. ومع ذلك، كان بلوت-سوين الملك الأخير الذي اتّبع الدين الاسكندنافي القديم والذي حكم منذ عام 1084-1087، بحسب الأسطورة، أصبح بلوت-سوين ملكًا حين رفض سلفه إنغي تقديم الأضاحي في أبسالا. صعد نسيبه سوين ووافق على تقديم الأضاحي، الأمر الذي منحه لقب بلوت والذي يعني تضحية. أخذ إنغي بثأره بعد ثلاث سنوات، إذ دخل أبسالا على رأس قوة ضخمة وأضرم النيران في بيت بلوت-سوين وقتله بينما كان يحاول الفرار من الحطام المحترق. 
لم تُنظَّم كنيسة السويد وفق نموذج العصور الوسطى قبل وصول إيريك القديس (1150-1160). وفقًا لأسطورة أواخر القرن الثالث عشر، تولّى إيريك ما يُسمّى بالحملة الصليبية الأولى على فنلندا برفقة أسقف أبسالا هنري الذي يضاهيه أسطوريةً، وغزيا البلاد وقاما ببناء عدة كنائس هناك. ليس هناك سجل تاريخي باقٍ من تلك الحملة الصليبية المزعومة.
بعد إدخال المسيحية بدأت أهمية أبسالا تتضاءل باطراد، وكفّ الملوك عن جعلها مكان إقامتهم. وباتت كرسي رئيس أساقفة السويد في عام 1164. بُنيت كاتدرائية في مكان معبد أبسالا القديم. كان الملك إريك يدفاردسون من أوائل من رُسِّموا هناك.       
أنهى صعود المسيحية في السويد عصر الفايكينغ عمليًا نظرًا إلى أن ثقافة النهب والغزو كانت محرّمة في العقيدة المسيحية. ووضعت أيضًا نهاية لواحدة من صادرات إسكندنافيا الأساسية: العبودية.

### الاندماج
في القرنين الحادي عشر والثاني عشر، تذكر المصادر كيف تألفت السويد إلى حد ما من مقاطعات محكومة ذاتيًا. ثبُت أن أولوف سكوتكونونغ كان ملك سفيلاند وأجزاء من غوتالاند على الأقل، إلا أنه من غير المؤكد إذا ما توسعت مملكته لتشملها بأكملها. وبعد أولوف، قُسّم حكم البلاد في مناسبات عديدة بين عدة حكام. يقال أن ملك السويد سفركر الأول (1134-1155) دمَج غوتالاند وسفيلاند بشكل دائم.
شهدت القرون اللاحقة خصومة بين الأسرتين: أسرة سفركر في مقاطعة أوسترغوتلاند، وأسرة إيريك في مقاطعة فاسترغوتلاند.

### القرن الثالث عشر
حَكَم أعظم رجال الدولة في السويد في العصور الوسطى وأحد المهندسين الرئيسيين لصعودها كأمة –الملك بيرغير يارل- البلاد فعليًا منذ عام 1248 حتى عام 1266. وهو ينال التبجيل اليوم بصفته باني استوكهولم ومُنشئ التشريعات الوطنية. أعَدّت إصلاحاته الطريق لإلغاء القنانة. توسَّع الاحترام والسلطة الممنوحين من قبل الملكيين لاحقًا لبيرغر يارل بصورة إضافية عبر ابنه، الملك مانيوس لادولاس (1275-1290). حاول كل من هذين الحاكمين، عبر إقامة دوقيات منفصلة ومستقلة تقريبًا، إدخال نظام إقطاعي إلى السويد مشابه لذلك المُقام سابقًا في أوروبا القارية، وبذلك جرى تجنّب خطر إضعاف المملكة عبر التقسيم، وإن لم يجرِ ذلك دون انعكاسات عنيفة ومأساوية من قبل الخصوم، حزب الفولكونغ. (أشار مصطلح فولكونغ لاحقًا إلى أحفاد الإيرل بيرغر، مشكّلًا سلالة فولكونغ بييلبو الملكية). أخيرًا في عام 1319، وُحّدت أجزاء السويد التي كانت في ما مضى مقسّمة. 
عزّز مانيوس لادولاس تشكيل الفئات (طبقات المجتمع) أو الطبقات، ووسع امتيازات رجال الدين وأسس عمليًا النبالة السويدية الرسمية (انظر أيضًا مرسوم ألسنو، 1280). تأسّس إلى جانب هذا النظام سلاح فرسان مدجيين بالأسلحة، نواة الجيش الوطني. بات الفرسان (النبلاء الجدد) والبرجوازية متميزين عن النبلاء الأرقى، إذ باتت المدن في تلك الآونة تحصل على امتيازات. في نهاية القرن الثالث عشر وبداية القرن الرابع عشر، ظهرت مجموعة قوانين في المقاطعات ووسّع الملك ومجلسه أيضًا وظائفهم التشريعية والقضائية.
على الرغم من أن الثقاقة الناطقة بالسويدية كانت تتوسع شرقًا عبر جزر آلاند وعلى امتداد ما هو اليوم الأقاليم الساحلية لفنلندا لعدة قرون، تٌعد الحملة الصليبية السويدية الثانية، التي قادها، بيرغر يارل أواخر أربعينيات القرن الثالث عشر، عمومًا بأنها الفترة التي دُمج فيها الأقليم المُسمى اليوم فنلندا ضمن الدولة السويدية. ظلّت هذه المنطقة جزءًا متممًا للسويد حتى عام 1809، وحُكمت من مدينة آبو (بالفنلندية: توركو).